# Grand Prix automobile du Mexique 1992
GP précédent GP suivant
Le Grand Prix automobile du Mexique 1992 (Gran Premio de México), disputé le 22 mars 1992 sur l'Autódromo Hermanos Rodríguez de Mexico, est la 518e épreuve du championnat du monde de Formule 1 courue depuis 1950. Il s'agit de la quinzième édition du Grand Prix du Mexique comptant pour le championnat du monde de Formule 1 courue sur le même circuit et de la deuxième manche du championnat 1992.

## Classement
| Pos. | No | Pilote               | Écurie               | Tours | Temps/Abandon                      | Grille | Points |
| ---- | -- | -------------------- | -------------------- | ----- | ---------------------------------- | ------ | ------ |
| 1    | 5  | Nigel Mansell        | Williams-Renault     | 69    | 1 h 31 min 53 s 587 (199,176 km/h) | 1      | 10     |
| 2    | 6  | Riccardo Patrese     | Williams-Renault     | 69    | + 12 s 971                         | 2      | 6      |
| 3    | 19 | Michael Schumacher   | Benetton-Ford        | 69    | + 21 s 429                         | 3      | 4      |
| 4    | 2  | Gerhard Berger       | McLaren-Honda        | 69    | + 33 s 347                         | 5      | 3      |
| 5    | 4  | Andrea De Cesaris    | Tyrrell-Ilmor        | 68    | + 1 tour                           | 11     | 2      |
| 6    | 11 | Mika Häkkinen        | Lotus-Ford           | 68    | + 1 tour                           | 18     | 1      |
| 7    | 12 | Johnny Herbert       | Lotus-Ford           | 68    | + 1 tour                           | 12     |        |
| 8    | 21 | Jyrki Järvilehto     | BMS Dallara-Ferrari  | 68    | + 1 tour                           | 7      |        |
| 9    | 26 | Érik Comas           | Ligier-Renault       | 67    | + 2 tours                          | 26     |        |
| 10   | 25 | Thierry Boutsen      | Ligier-Renault       | 67    | + 2 tours                          | 22     |        |
| 11   | 29 | Bertrand Gachot      | Venturi-Lamborghini  | 66    | + 3 tours                          | 13     |        |
| 12   | 30 | Ukyo Katayama        | Venturi-Lamborghini  | 66    | + 3 tours                          | 24     |        |
| 13   | 9  | Michele Alboreto     | Footwork-Mugen-Honda | 65    | + 4 tours                          | 25     |        |
| Abd. | 20 | Martin Brundle       | Benetton-Ford        | 47    | Surchauffe                         | 4      |        |
| Abd. | 15 | Gabriele Tarquini    | Fondmetal-Ford       | 45    | Embrayage                          | 14     |        |
| Abd. | 14 | Andrea Chiesa        | Fondmetal-Ford       | 37    | Sortie de piste                    | 23     |        |
| Abd. | 22 | Pierluigi Martini    | BMS Dallara-Ferrari  | 36    | Tenue de route                     | 9      |        |
| Abd. | 27 | Jean Alesi           | Ferrari              | 31    | Moteur                             | 10     |        |
| Abd. | 24 | Gianni Morbidelli    | Minardi-Lamborghini  | 29    | Sortie de piste                    | 21     |        |
| Abd. | 32 | Stefano Modena       | Jordan-Yamaha        | 17    | Boîte de vitesses                  | 15     |        |
| Abd. | 3  | Olivier Grouillard   | Tyrrell-Ilmor        | 12    | Moteur                             | 16     |        |
| Abd. | 1  | Ayrton Senna         | McLaren-Honda        | 11    | Transmission                       | 6      |        |
| Abd. | 23 | Christian Fittipaldi | Minardi-Lamborghini  | 2     | Sortie de piste                    | 17     |        |
| Abd. | 33 | Mauricio Gugelmin    | Jordan-Yamaha        | 0     | Moteur                             | 8      |        |
| Abd. | 28 | Ivan Capelli         | Ferrari              | 0     | Collision                          | 20     |        |
| Abd. | 16 | Karl Wendlinger      | March-Ilmor          | 0     | Collision                          | 19     |        |
| Nq.  | 10 | Aguri Suzuki         | Footwork-Mugen-Honda |       | Non qualifié                       |        |        |
| Nq.  | 17 | Paul Belmondo        | March-Ilmor          |       | Non qualifié                       |        |        |
| Nq.  | 7  | Eric van de Poele    | Brabham-Judd         |       | Non qualifié                       |        |        |
| Nq.  | 8  | Giovanna Amati       | Brabham-Judd         |       | Non qualifiée                      |        |        |

## Pole position et record du tour
- Pole position : Nigel Mansell en 1 min 16 s 346 (vitesse moyenne : 208,467 km/h).
- Meilleur tour en course : Gerhard Berger en 1 min 17 s 711 au 60e tour (vitesse moyenne : 204,805 km/h).

## Tours en tête
- Nigel Mansell : 69 (1-69)

## Statistiques
- 23e victoire pour Nigel Mansell.
- 53e victoire pour Williams en tant que constructeur.
- 33e victoire pour Renault en tant que motoriste.